# Highlander : Soif de vengeance
Pour plus de détails, voir Fiche technique et Distribution.
Highlander : Soif de vengeance est un film d'animation americano-nippo-hongkongais réalisé par Yoshiaki Kawajiri, sorti en 2007.
Appartenant à l'Univers de Highlander, le film est écrit par David Abramowitz (auteur des séries télévisées Highlander et L'Immortelle). En France, le film est sorti en 2010 en DVD et Blu-ray.

## Synopsis
En 125 av. J.-C., Colin MacLeod vit paisiblement en Grande-Bretagne lorsque son village est attaqué par des troupes Romaines. Le Général de l'armée romaine, Marcus Octavius, assassine la femme de Colin avant de laisser ce dernier pour mort. Mais Colin se réveille peu après, toujours vivant et entièrement guéri... 
Il rencontre alors l'esprit d'un ancien druide, Amergan, qui devient son mentor et lui révèle la vérité: Colin appartient à une race d'immortels, tout comme Marcus Octavius.
Colin fait alors le serment de se venger et de consacrer sa vie à la poursuite d'Octavius. Il ne peut en rester qu'un...
En 2187, Colin arrive dans un New York post-apocalyptique qui se trouve sous le règne de Marcus, il tentera de mettre fin à sa lutte éternelle et de tuer Marcus pour de bon.

## Fiche technique
Sauf indication contraire, les informations mentionnées dans cette section peuvent être confirmées par les bases de données cinématographiques IMDb et Allociné,  présentes dans la section « Liens externes ».
- Titre original : Highlander: The Search For Vengeance
- Titre français : Highlander : Soif de vengeance
- Titre japonais : ハイランダー　ディレクターズカット版
- Titre hongkongais : 挑戰者 - 復仇之路
- Réalisation : Hiroshi Hamazaki et Yoshiaki Kawajiri
- Scénario : David Abramowitz, d'après les personnages créés par Gregory Widen
- Musique : Jussi Tegelman et Nathan Wang
- Direction artistique : Yûji Ikeda
- Photographie : Yûya Kumazawa, Yukihiro Masumoto, Yôsuke Motoki, Atsuro Saito, Toshihiro Sasaki, Kentarô Takahashi, Ryû Takizawa, Yui Tanaka, Takahiro Uezono et Kazuhiro Yamada
- Son : Patrick Giraudi et Wes Swales
- Production : Peter S. Davis, Thomas K. Gray, William N. Panzer et Galen Walker
  - Production déléguée : Francis Kao
  - Production associée : Shinichi Kobayashi
  - Coproduction : Kevin Eastman, Masao Maruyama et Joe Pearson
- Sociétés de production :
  - États-Unis : Davis-Panzer Productions
  - Japon : MadHouse
  - Hong Kong : Imagi Animation Studios
- Sociétés de distribution :
  - États-Unis : Anchor Bay Entertainment, Manga Entertainment et Starz (DVD), Sci-Fi Channel (diffusion TV)
  - Japon : Go! Cinema (director's cut en salle), Animax (director's cut diffusion TV), Geneon Entertainment et Tohokushinsha Film Corporation (DVD)
  - Hong Kong : Universe Laser & Video Co. Ltd. (DVD)
  - France : Kazé (DVD et Blu-ray)
- Budget : n/a
- Pays de production :  États-Unis,  Japon,  Hong Kong
- Langue originale : anglais
- Format : couleur - 35 mm - 1,85:1 (Panavision)
- Genre : animation, action, fantastique
- Durée : 86 minutes (France)[1] ; 85 minutes (États-Unis) ; 96 minutes (director's cut)
- Dates de sortie[2] :
  - États-Unis : 5 juin 2007 (sortie directement en DVD)
  - Japon : 5 juillet 2008 (director's cut en salle)
  - France : 9 juin 2010 (sortie directement en DVD et Blu-ray)[3],[4],[5]
- Classification :
  - États-Unis : ce programme contient des éléments que les parents peuvent considérer inappropriés pour les enfants âgés de moins de 14 ans (TV-14)
  - France : interdit aux moins de 12 ans

## Distribution
| Role            | Acteur original    | Acteur américain | Acteur français      |
| --------------- | ------------------ | ---------------- | -------------------- |
| Colin MacLeod   | Shun Oguri         | Alistair Abell   | Michaël Cermeno      |
| Marcus Octavius | Koichi Yamadera    | Zachary Samuels  | Éric Bonicatto       |
| Amergan         | Kosei Tomita       | Scott McNeil     | Alain Miret          |
| Dahlia          | Romi Park          | Debi Mae West    | Caroline Lemaire     |
| Kyala           | Megumi Hayashibara | Janyse Jaud      | Sylvie Santelli      |
| Doc             | Unsho Ishizuka     | Jim Byrnes       | Philippe Mijon       |
| Rudy            | Yūsaku Yara        | Jim Byrnes       | Philippe Marchal     |
| Moya            | Yurika Hino        | Kathleen Barr    | Elsa Marie de Breyne |